# Альфред Єрманиш
Альфред Єрманиш (словен. Alfred Jermaniš, нар. 21 січня 1967, Копер) — югославський та словенський футболіст, що грав на позиції півзахисника.

## Клубна кар'єра
Єрманиш розпочав свою футбольну кар'єру в клубі «Копер». У 1985 році був залучений у першу команду і в сезоні 1985/86 років дебютував у другій югославській лізі. У 1989 році він перейшов до «Олімпії» (Любляна). У 1992 році виграв з командою історичний перший чемпіонат Словенії.
У 1992 році Єрманиш повернувся до «Копера», де зіграв один сезон, після чого ще рік грав за «Муру».
У 1994 році підписав контракт з австрійським «Рапідом» (Відень). У сезоні 1994/95 він виграв Кубок Австрії, а потім повернувся до Словенії і став гравцем «Гориці». У 1996 році він виграв чемпіонат і національний Суперкубок з цією командою. У сезоні 1996/97 грав за АПОЕЛ в Нікосії, вигравши Кубок Кіпру.
У 1997 році Єрманиш знову повернувся до Словенії та став гравцем «Примор'я», в якому грав півроку. Потім до 1999 року грав за «Коротан» (Превалє).
У сезоні 1999/00 років був футболістом «Рудара», а завершив кар'єру у рідному «Копері» в 2001—2004 роках.

## Виступи за збірну
У складі національної збірної Словенії Єрманиш дебютував 3 червня 1992 року в товариському матчі проти Естонії (1:1). Зі збірною він грав у кваліфікації на Євро-1996 та чемпіонат світу 1998 року. Загалом з 1992 по 1998 рік він зіграв 29 матчів у збірній і забив 1 гол.

## Статистика
| Збірна Словенії | Збірна Словенії | Збірна Словенії |
| Роки            | Ігри            | голи            |
| --------------- | --------------- | --------------- |
| 1992            | 1               | 0               |
| 1993            | 2               | 0               |
| 1994            | 9               | 1               |
| 1995            | 7               | 0               |
| 1996            | 3               | 0               |
| 1997            | 2               | 0               |
| 1998            | 5               | 0               |
| Усього          | 29              | 1               |

## Досягнення
- Чемпіон Словенії: 1991/92, 1995/96
- Володар Кубка Австрії: 1994/95
- Володар Суперкубка Словенії: 1996
- Володар Кубка Кіпру: 1996/97